# 齋藤進六
齋藤 進六（さいとう しんろく、1919年3月30日 - 1994年11月21日） は、日本の材料科学者。東京工業大学名誉教授。第11代東京工業大学学長。第2代長岡技術科学大学学長。紫綬褒章受章。

## 人物・経歴
栃木県宇都宮市生まれ。1943年、東北帝国大学工学部航空学科卒業。1960年、東京工業大学にて工学博士の学位を取得。
1945年久我山工業専門学校教授。1967年、東京工業大学工学部材料工学科教授。1973年東京工業大学工業材料研究所所長。
1977年東京工業大学学長。1981年東京工業大学より名誉教授の称号を授与される。1982年、紫綬褒章受章。1983年長岡技術科学大学学長。1985年、日本セラミックス協会会長。1988年から久保村隆祐横浜国立大学名誉教授の後任として神奈川県教育委員会委員。
長洲一二神奈川県知事から相談を受け、研究開発会社が入居しなかったかながわサイエンスパークの施設を埋めるため、1989年の神奈川科学技術アカデミー設立に参画し、同理事長就任。同年、未踏科学技術協会理事長。
1990年、東京工業大学工学部の教員らが中心となり設立された西東京科学大学の初代学長に就任。1994年、勲二等旭日重光章受章、叙正四位。